# 鐮狀狼牙脂鯉
鐮狀狼牙脂鯉（学名：Acestrorhynchus falcatus）為輻鰭魚綱脂鯉目脂鯉亞目狼牙脂鯉科的其中一個種，分布於南美洲蓋亞那、法屬圭亞那、蘇利南的奧里諾科河及亞馬遜河流域，體長可達27.2公分，棲息在河川底中層水域，以其他魚類為食，繁殖期在雨季，生活習性不明，可做為食用魚。